# Gardèras
Gardèras (en francès Gardères) és un municipi francès del department dels Alts Pirineus, a la regió d'Occitània.

## Demografia
| 1962                                       | 1968 | 1975 | 1982 | 1990 | 1999 | 2007 |
| ------------------------------------------ | ---- | ---- | ---- | ---- | ---- | ---- |
| 337                                        | 363  | 343  | 342  | 396  | 381  | 423  |
| Des de 1962: població sense dobles comptes |      |      |      |      |      |      |

## Administració
| Període | Identitat      | Partit |
| ------- | -------------- | ------ |
| 2001-   | Ginette Curbet | UMP    |